# Großenmarpe

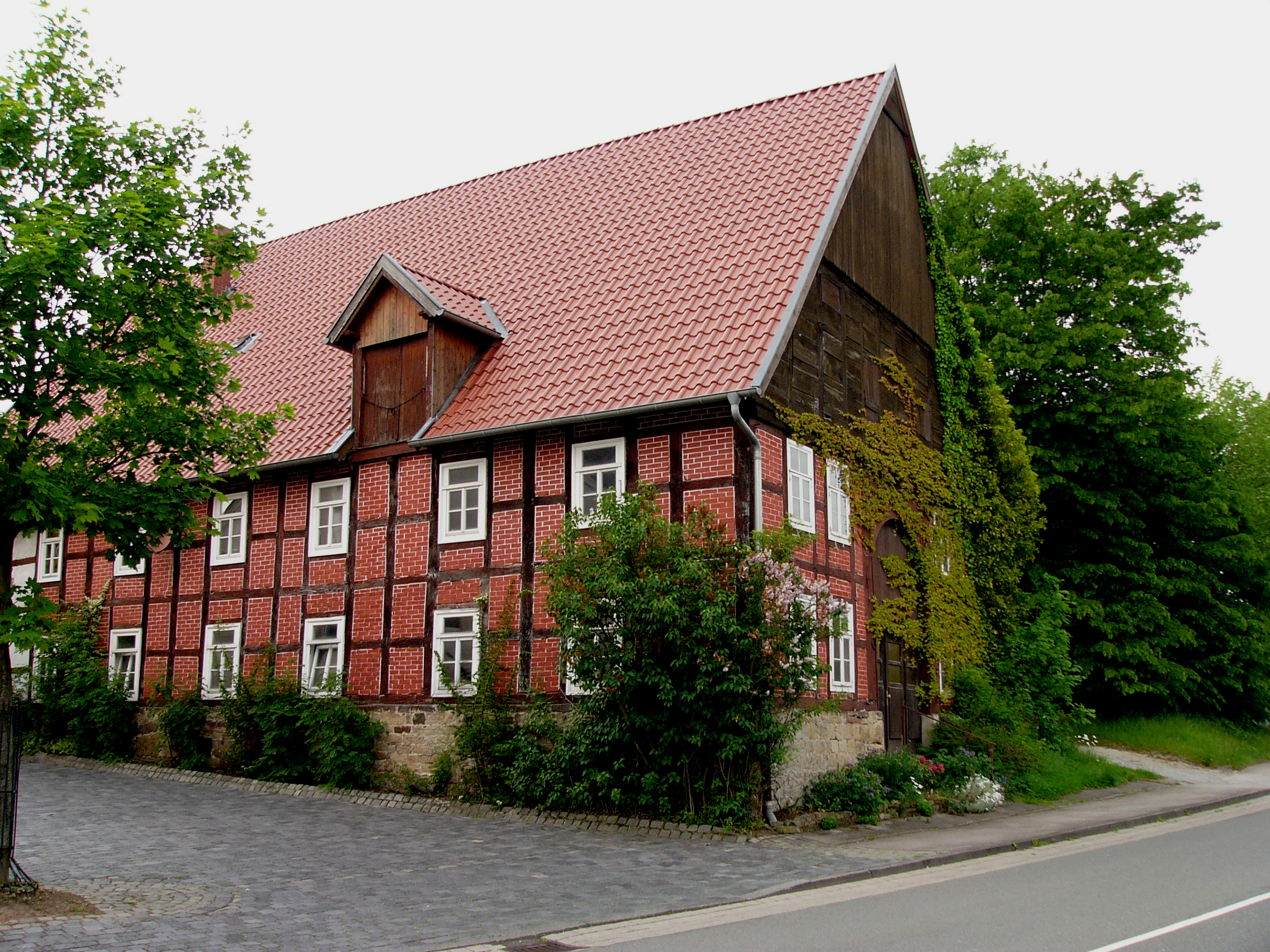
Fachwerkhaus in Großenmarpe

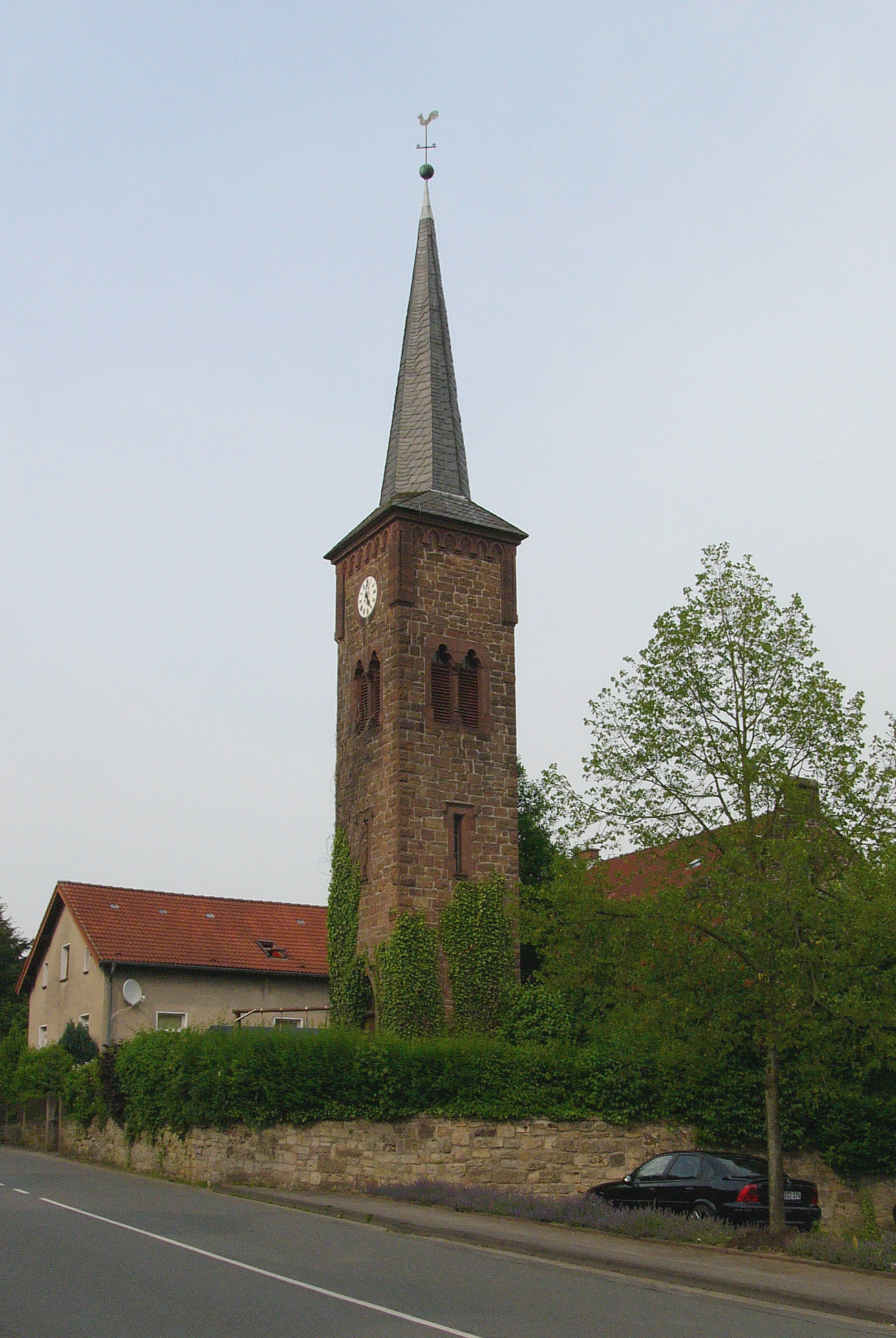
Uhrenturm in Großenmarpe

Großenmarpe gehört zu den 19 Ortschaften der Stadt Blomberg im Kreis Lippe in Nordrhein-Westfalen. Die Ortschaft liegt rund sechs Kilometer nordwestlich der Kernstadt. In Großenmarpe leben 1151 Einwohner auf einer Fläche von 9,137 km² (Stand: 2016), das entspricht einer Bevölkerungsdichte von 126 Einwohnern/km². Großenmarpe ist damit nach der Kernstadt und dem Dorf Istrup der drittgrößte Ortsteil Blombergs. Der Ortsvorsteher Großenmarpes ist derzeit Peter Siegmann (Stand: 30. Juni 2023).

## Geschichte

### Name
Der Name Marpe stammt von dem Bach Marpe, der das Gebiet entwässert. Marpe heißt Moor oder Sumpfwasser und ist auf die altdeutsche Bezeichnung apa für Wasser oder Gewässer zurückzuführen. Unter der Bezeichnung Marpe erscheint der Ort mehrfach in den ältesten Urkunden und wurde bis etwa 1600 von den Bewohnern gebraucht. Später wurde der Ort geteilt und es entstand Lütkermarpe, heute Kleinenmarpe, und aus dem bisherigen Marpe wurde Großenmarpe.

### Ortsgeschichte
In den Güterverzeichnissen des Klosters Corvey aus den Jahren 1106 bis 1126 wird Marpe erstmals genannt. Es ist zu vermuten, dass das Kloster den Besitz in Marpe, es handelte sich offenbar nur um einen Hof, im 10. Jahrhundert erhielt. Umfangreicher waren die Besitztümer der Abtei Herford in Marpe. Die Klöster bildeten sogenannte Villicationen, in der eine Anzahl von Höfen zusammengefasst wurden. An deren Spitze stand der Villicus, der Güterverwalter oder Meier, der für die Abgaben verantwortlich war. Die Villication Marpe erscheint in den frühesten Herforder Verzeichnissen, wurde jedoch noch vor dem Jahr 1300 aufgelöst, während einzelne Höfe in Marpe weiterhin genannt werden.
Vom späten Mittelalter bis zum Beginn des 19. Jahrhunderts waren die Bauern auf dem Land Leibeigene der Grundherren. Außer der Bewirtschaftung der Höfe mussten sie für ihre Grundherren sogenannte Frondienste leisten. Der Bauer konnte ein gewisses Eigentumsrecht am Hof durch Zahlung des Weinkaufs erwerben. Grundherren in Großenmarpe waren außer den lippischen Landesherren die Abtei Herford, die Pfarrei Cappel, die Kirche Cappel, die Kapelle Großenmarpe, die Pfarrei Donop, Kerkmann in Lemgo und die Rentkammer in Bückeburg. Im Jahr 1808 hob Fürstin Pauline die Leibeigenschaft auf und die Bauern wurden persönlich unabhängig. Zwischen 1843 und 1845 wurden die Großenmarper Gemeinheiten, das waren gemeinschaftlich genutzte Weideflächen, aufgeteilt und privatisiert. Doch die neue Freiheit brachte auch Probleme. Während in der Zeit der Leibeigenschaft zwischen 1500 und 1810 nur ein Hof wirtschaftlich zugrunde ging, standen nach Aufhebung der Leibeigenschaft mindestens neun Höfe in Großenmarpe vor dem wirtschaftlichen Aus.
Die ehemaligen Dörfer Hestrup und Süntrup befanden sich auf dem Gebiet des heutigen Großenmarpe und gingen vermutlich im 15. Jahrhundert darin auf. Hestrup und Süntrup lagen im Osten des heutigen Ortsteils. Heute besteht der Ortsteil Großenmarpe aus dem historischen Großenmarpe und der Wohnsiedlung Erdbruch. 1473 wurde eine Kapelle im gotischen Stil errichtet, die man 1906 gegen den Protest vieler Bewohner abriss und an ihrer Stelle im Dorfzentrum einen Uhrenturm baute.
Am 1. Januar 1970 wurde Großenmarpe in Zusammenhang mit dem Gesetz zur Neugliederung des Kreises Detmold in die Stadt Blomberg eingegliedert.

## Infrastruktur
In Großenmarpe gibt es u. a. eine Grundschule, einen Kindergarten, zwei Sportplätze, ein Feuerwehrhaus, eine Sozialstation und eine Seniorenbegegnungsstätte. Darüber hinaus gibt es zwölf landwirtschaftliche Vollerwerbs- und vier Nebenerwerbsbetriebe, einen Biolandhof, eine Gaststätte, ein Geldinstitut, einen Arzt und 26 Gewerbe- und Handwerksbetriebe.

## Vereine
In Großenmarpe findet man u. a. einen Sportverein, einen Schützenverein, einen Gesangverein, die Marpetaler Blaskapelle, die Arbeiterwohlfahrt, den Fahr- und Freizeitverein Stollberg, den Alttraktorenverein und die Freiwillige Feuerwehr. Großenmarpe nimmt regelmäßig am Landeswettbewerb Unser Dorf soll schöner werden – Unser Dorf hat Zukunft teil. Im Kreiswettbewerb gab es regelmäßig gute Plätze, 1991 sogar den ersten Preis.